# La Baliza
La Baliza es una localidad del partido de Mar Chiquita, al centro-sureste de la provincia de Buenos Aires, Argentina.

## Población
El aglomerado Mar de Cobo incluye las localidades de La Baliza y La Caleta, siendo la población de 760 habitantes (Indec, 2010) y representando un incremento del 87,5% frente a los 406 habitantes (Indec, 2001) del censo anterior. La Baliza contaba con 94 habitantes (Indec, 2001).